# Amblyaspis walkeri
Amblyaspis walkeri är en stekelart som beskrevs av Förster 1861. Amblyaspis walkeri ingår i släktet Amblyaspis och familjen gallmyggesteklar. Inga underarter finns listade i Catalogue of Life.